# Mehdi Bazargan

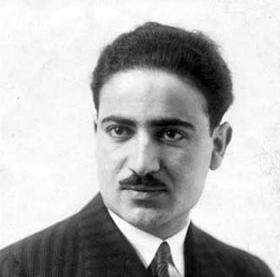
Thủ tướng Iran Mehdi Bazargan.

Mehdi Bazargan (tiếng Ba Tư: مهدی بازرگان; tiếng Azerbaijan: Mehdi Bazərgan; 1 tháng 9 năm 1907 - ngày 20 tháng 1 năm 1995) là một học giả Iran, nhà hoạt động dân chủ trong thời gian dài, người đứng đầu chính phủ lâm thời của Iran, khiến ông là thủ tướng đầu tiên của quốc gia này sau cuộc cách mạng Hồi giáo Iran năm 1979. Ông là trưởng khoa kỹ thuật đầu tiên của Đại học Tehran. Là một trí thức tôn giáo được tôn trọng, được người ta biết đến về sự trung thực của ông và một chuyên gia về các khoa học Hồi giáo và thế tục, ông được ghi nhận là một trong những người sáng lập của phong trào trí thức đương đại ở Iran.
Ông là một người ủng hộ dân chủ và dân quyền. Ông cũng chống lại Cách mạng Văn hóa và cuộc chiếm đóng Đại sứ quán Mỹ.
Chính phủ Cách mạng Lâm thời được thành lập sau sự phế bỏ chế độ quân chủ theo lệnh của Ayatollah Khomeini vào ngày 4 tháng 2 năm 1979, trong khi một chính phủ lâm thời khác của Shapour Bakhtiar (Thủ tướng cuối cùng của Shah) vẫn đang nắm quyền.
Chỉnh phủ của ông chỉ tồn tại trong một vài tháng và tất cả các bộ trưởng đều từ chức sau khi các viên chức của Đại sứ quán Hoa Kỳ bị bắt làm con tin vào ngày 4 tháng 11 năm 1979. Bazargan đã là một người ủng hộ bản dự thảo hiến pháp cách mạng ban đầu hơn là người ủng hộ chính phủ thần giáo cai trị bởi các bồi thẩm Hồi giáo, và sự từ chức của ông đã được Khomeini chấp nhận một cách dễ dàng. Khomeini nói "Ngài Bazargan... đã hơi mệt mỏi và muốn ở ngoài [chính trường] một thời gian." Khomeini sau đó đã miêu tả việc bổ nhiệm Bazargan là một "sai lầm". Chính phủ Cách mạng Lâm thời thường được miêu tả là cứng đầu với Hội đồng Cách mạng, và luôn trong xung đột với các cách mạng (komiteh).